# 北海道道246号小清水女満別線

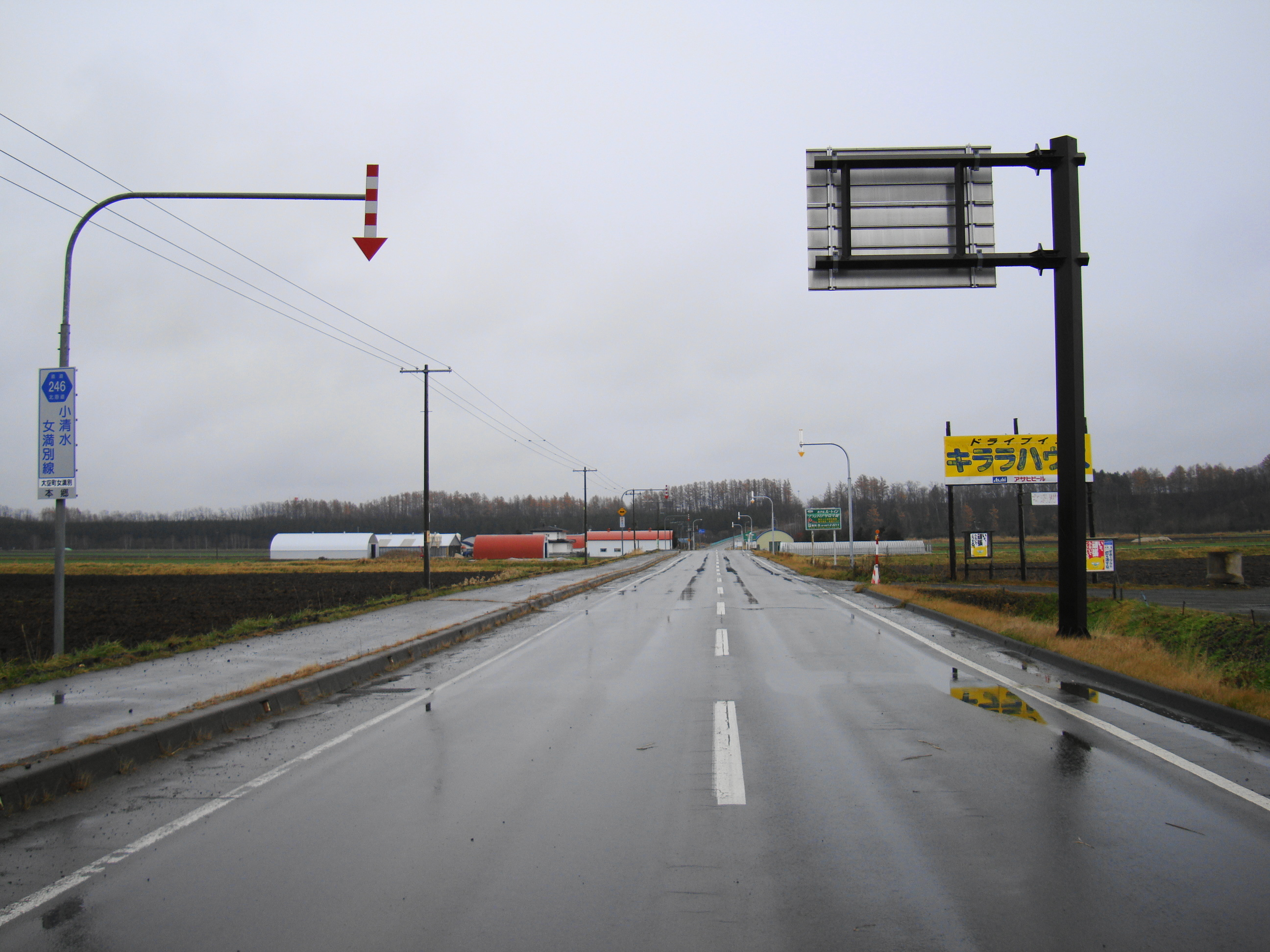
終点付近の様子

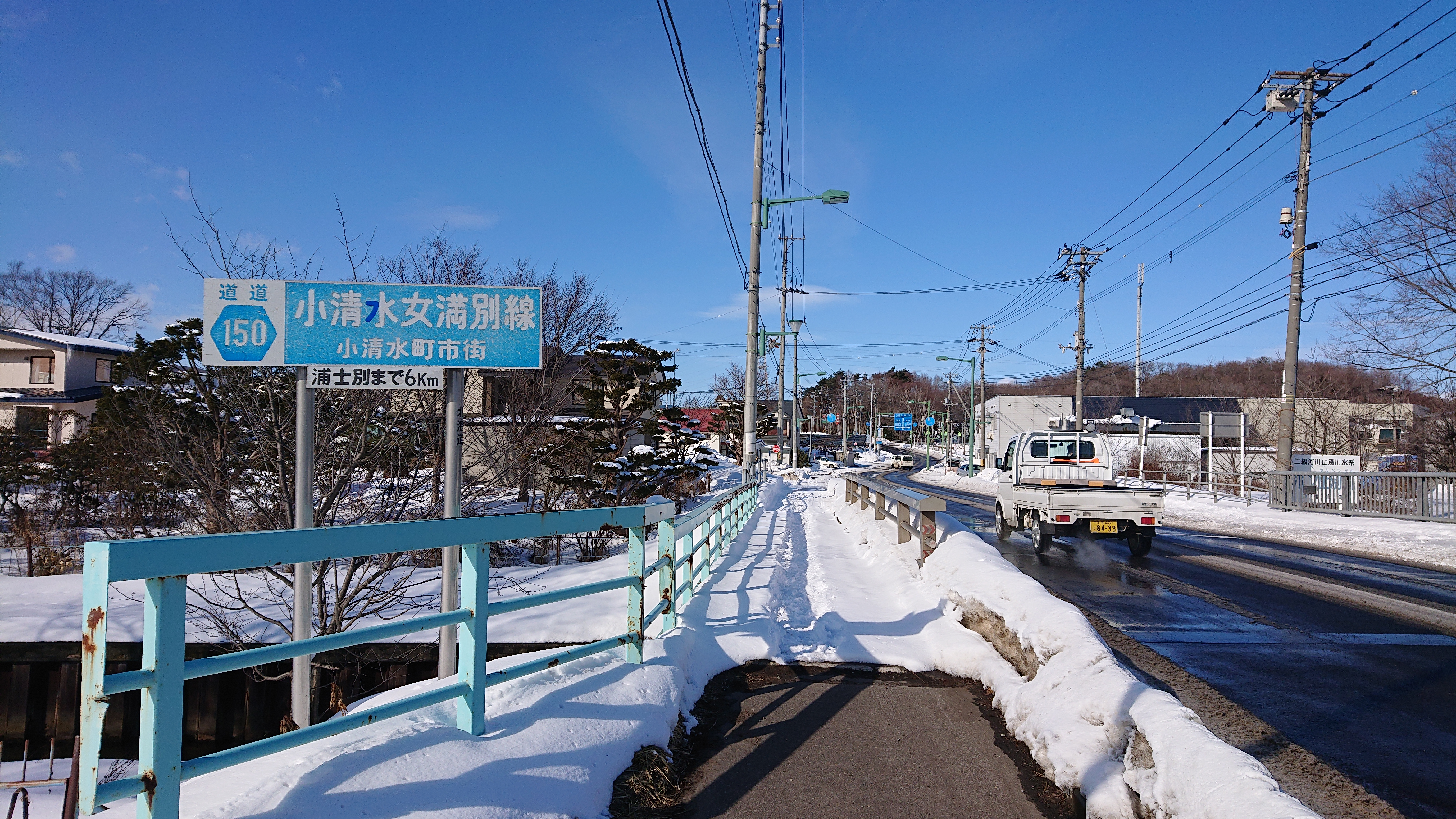
北海道道246号小清水女満別線（小清水町元町）

北海道道246号小清水女満別線（ほっかいどうどう246ごう こしみずめまんべつせん）は、北海道斜里郡小清水町と網走郡大空町を結ぶ一般道道（北海道道）である。

## 概要

### 路線データ
- 起点：北海道斜里郡小清水町字小清水（国道391号交点）
- 終点：北海道網走郡大空町女満別本郷（国道39号交点）
- 路線延長：30.6 km（実延長）

## 歴史
- 1957年（昭和32年）3月30日 - 150号として路線認定[1]。
- 1994年（平成6年）10月1日 - 路線番号を246号に変更[2]。

## 路線状況

### 重複区間
- 網走市字山里（北海道道102号網走川湯線）
- 大空町女満別東陽3丁目 - 大空町女満別本通5丁目（国道39号）
- 大空町女満別本通5丁目 - 大空町女満別中央（北海道道64号女満別空港線）

## 地理

### 通過する自治体
- オホーツク総合振興局
  - 斜里郡小清水町
  - 網走市
  - 網走郡大空町

### 交差する道路
小清水町
- 国道391号 - 小清水（起点）
- 国道334号 - 小清水

網走市
- 北海道道467号栄浜小清水線 - 浦士別
- 北海道道767号明生北浜線 - 音根内
- 北海道道102号網走川湯線 - 字山里（重複）
- 北海道道490号中園網走停車場線 - 中園

大空町
- 国道39号 - 女満別東陽3丁目、女満別本通5丁目（重複）
- 北海道道64号女満別空港線 - 女満別本通5丁目、女満別中央（重複）
- 美幌バイパス - 女満別中央（立体交差）
- 国道39号 - 女満別本郷（終点）

### 沿線にある施設など
網走市
- 浦士別郵便局 - 浦士別302-7

大空町
- オホーツク自動車学校 - 女満別昭和59
- 大空町立女満別小学校 - 女満別夕陽台1丁目1-1
- 大空町役場 - 女満別西3条4丁目1-1
- 網走警察署女満別駐在所 - 女満別西3条4丁目2-7
- 女満別空港 - 女満別中央